# Geissanthus serrulatus
Geissanthus serrulatus là một loài thực vật có hoa trong họ Anh thảo. Loài này được (Willd. ex Roem. & Schult.) Mez mô tả khoa học đầu tiên năm 1902.